# 霍爾頓鎮區 (密歇根州)
霍爾頓鎮區（英語：Holton Township）是位於美國密歇根州馬斯基根縣的一個行政鎮區。

## 地方資料
霍爾頓鎮區的面積為91.60平方千米，當中陸地面積為89.80平方千米，而水域面積為1.80平方千米。根據2020年美國人口普查的數據，當地共有人口2586人，而人口密度為每平方千米28.23人。